# Protaetia sulana
Protaetia sulana är en skalbaggsart som beskrevs av Moser 1914. Protaetia sulana ingår i släktet Protaetia och familjen Cetoniidae. Inga underarter finns listade i Catalogue of Life.